# Koralnotskrift
Koralnotskrift är en för den rytmiskt utjämnade gregorianska sången (koralen) avpassad notskrift, som till skillnad från mensuralnotskriften inte anger tonernas tidsvärden utan endast melodins rörelse och tonernas fördelning på textens stavelser.
Koralnotskriften utvecklades på 1100-talet ur den äldre s. k. neumnotskriften, som genom Benediktinermunken Guido från Arezzo ett århundrade tidigare försetts med, i regel fyra, notlinjer, vilket ansågs vara tillräckligt för de liturgiska hymnernas tonomfång.  Denna är ännu i bruk inom den katolska kyrkan. 
På 1200-talet fick den ursprungliga romanska koralnotskriften sin definitiva utformning med kvadratiska huvuden och små tunna skaft. På 1300-talet uppstod en variant i den s. k. tyska eller gotiska koralnotskriften med grövre skaft och spetsiga huvuden.